# Huy Khiêm
Huy Khiêm là một xã thuộc huyện Tánh Linh, tỉnh Bình Thuận, Việt Nam.
Xã có diện tích 56,5 km², dân số năm 1999 là 7.847 người, mật độ dân số đạt 139 người/km².